# Kirche der Herabkunft des Hl. Geistes auf die Apostel (Šašinci)

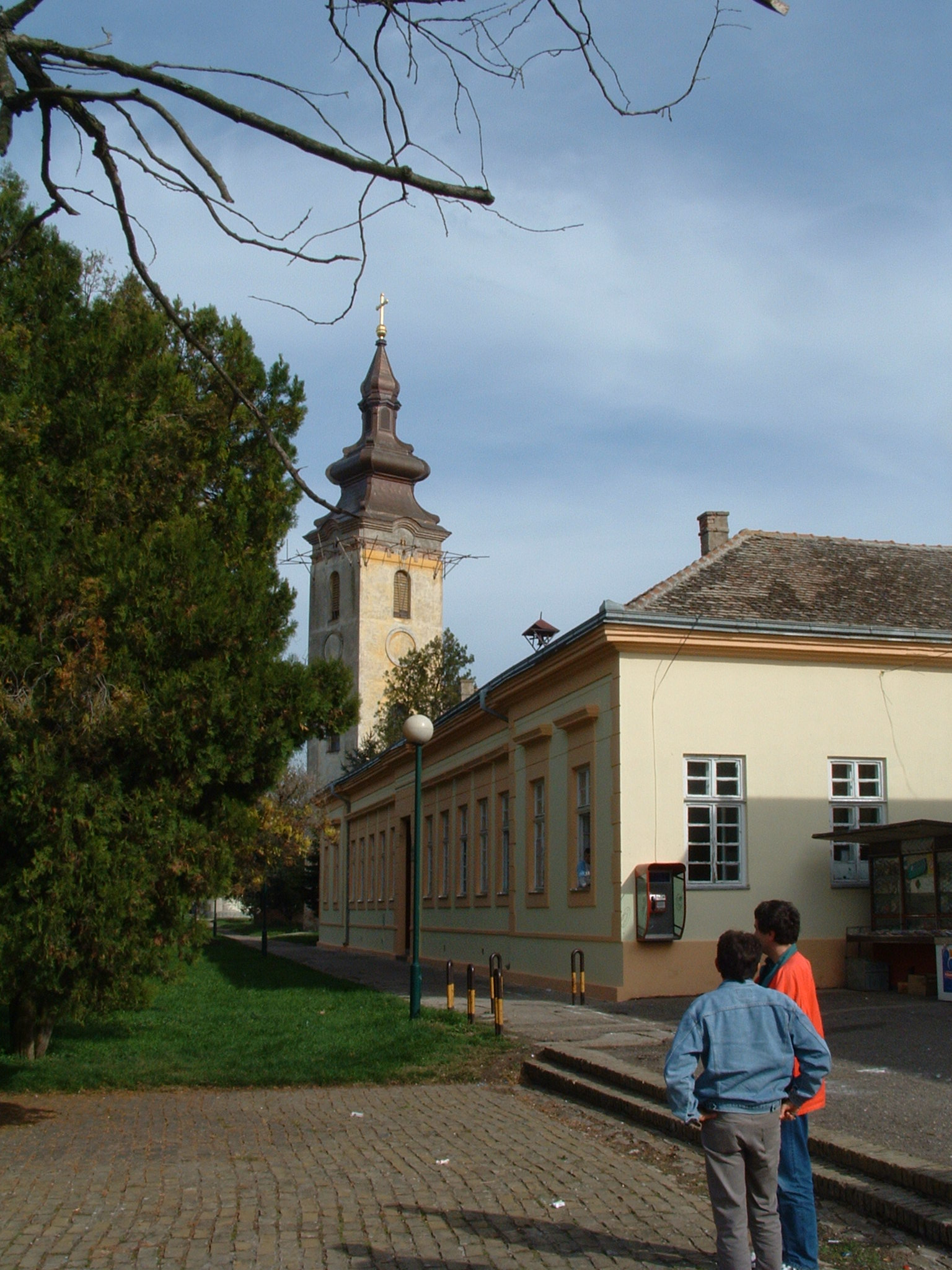
Blick auf den Kirchturm vor der großen Renovierung

Die Kirche der Herabkunft des Hl. Geistes auf die Apostel (serbisch: Црква Сошествија oder Силаска Светог Духа на апостоле, Crkva Sošestvija oder Silaska Svetog Duha na apostole) im Dorf Šašinci, in der Opština Sremska Mitrovica, im Okrug Srem, ist eine serbisch-orthodoxe Kirche in der nordserbischen autonomen Provinz Vojvodina.
Das von 1764 bis 1769 erbaute Kirchengebäude ist der Hl. Dreifaltigkeit unter dem Patrozinium des Feiertages der Herabkunft (Ausgießung) des Hl. Geistes auf die Apostel geweiht und ist die Pfarrkirche der Pfarrei und Kirchengemeinde Šašinci im Dekanat Sremska Mitrovica der Eparchie Srem der Serbisch-Orthodoxen Kirche.
Als unbewegliches Kulturgut besitzt die Kirche den Status eines Kulturdenkmals von großer Bedeutung und steht unter staatlichem Schutz.

## Lage
Das Dorf Šašinci liegt im Zentrum des Srem, zwischen den Städten Ruma im Nordosten und Sremska Mitrovica im Westen. Das Kirchengebäude steht im (nördlichen) Dorfzentrum an der Straße Zmaj Jovina Ulica nahe der Kreuzung zu weiteren wichtigen Straßen des Ortes. Die genau Adresse der Kirche lautet Zmaj Jovina Ulica Nr. 3. 
In naher Nachbarschaft zur Kirche stehen die neue Dorfambulanz, die Dorfgrundschule Jovan Jovanović Zmaj, die Denkmäler und Gedenktafeln für die Opfer des Zweiten Weltkriegs und die gefallenen jugoslawischen Partisanen, die Dorfpost und der Fußballplatz des örtlichen Fußballvereins FK Sloga Šašinci.
Im ummauerten und umzäunten Kirchhof mit einem Eingangstor an der Westseite stehen neben der Kirche, ein Kirchbrunnen, zwei Fahnenständer, Blumenbeete, ein Holzunterstand, ein kleiner Kinderspielplatz und Sitzbänke.

## Geschichte
Das Dorf Šašinci wurde erstmals im 18. Jahrhundert erwähnt. Diesen Informationen zufolge lag das Dorf einst näher am Fluss Save. Die erste bekannte orthodoxe Kirche im Ort wurde 1735 aus Holz errichtet. Diese Holzkirche wurde in der Zweiten Hälfte des 18. Jahrhunderts durch das heutige Gotteshaus aus festem Baumaterialien ersetzt, das zu den ältesten Kirchen im Srem zählt. 
Die Kirche der Herabkunft des Hl. Geistes auf die Apostel wurde von 1764 bis 1769 erbaut. Der Kirchturm wurde etwas später, nämlich 1774, an die Westfassade der Kirche angebaut. Daher wird selten das Jahr 1774 als Baujahr der Kirche ebenfalls angegeben.
Die mit reich verzierten Holzschnitzereien dekorierte Ikonostase im barocken Stil stammt aus der zweiten Hälfte des 18. Jahrhunderts und ist das Werk eines unbekannten Holzschnitzers. Die Schnitzereien sind floral verziert, mit Rosen, Eichenblättern, Weinreben und Trauben. Die Ikonen der Ikonostase wurden höchstwahrscheinlich im letzten Jahrzehnt des 18. Jahrhunderts vom Maler Grigorije Jezdimirović im Stilgeist des Barock und Rokoko gemalt.
Zu Beginn des 20. Jahrhunderts wurde die Ikonostase unsachgemäß restauriert, wodurch die künstlerische Qualität der Malerei weitgehend verloren ging.
Das Kirchengebäude durchlebte im Laufe der Geschichte teilweise enorme Schäden. Den wohl größten Schaden erlitt die Kirche während des Zweiten Weltkriegs, als der Kirchturm von der Wehrmacht zerstört wurde, und auch das Kirchenschiff dabei in Mitleidenschaft gezogen wurde. Nach dem Ende des Krieges wurde der Kirchturm in weitgehend originalen Zustand wieder aufgebaut und die Kirche repariert.
Die Kirche wurde im sozialistischen Jugoslawien am 3. April 1967 zum Kulturdenkmal erklärt. Am 30. Dezember 1991 erfolgte die Kategorisierung der Kirche und das Kirchengebäude wurde zu einem Kulturdenkmal von großer Bedeutung erhoben. In den späten 1970er und frühen 1980er Jahren wurden umfangreichere Konservierungsarbeiten durchgeführt.
Auch 1997 wurden Restaurierungsarbeiten an der Ikonostase und den Wandmalereien durchgeführt. Die Dorfbewohner sammelten 1,3 Millionen Dinare, um die Ikonostase zu restaurieren und den Kircheninnenraum neu zu streichen. Diese Arbeiten wurden jedoch auf eine unprofessionelle Weise und ohne die Zustimmung des Instituts für Denkmalschutz aus Sremska Mitrovica ausgeführt. Im Jahr 2002 sammelten die Dorfbewohner aus eigener Kraft erneut 1,3 Millionen Dinar, um den Kirchturm zu erneuern.

### Große Rekonstruktion der Kirche von 2011 bis 2012
Trotz dieser Maßnahmen der Dorfbewohner war das Gotteshaus am Anfang der 2010er Jahre in einem baulich sehr schlechten Zustand und halb verfallen. Das Kirchengebäude drohte ohne eine baldige umfassende Restaurierung einzustürzen, denn die Kirchenwände waren voller Feuchtigkeit, das Dach war undicht (die Holzkonstruktion zerfallen sowie morsch und die Ziegel verfielen) und mit Unkraut bewachsen, die Fundamente bröckelten und waren eingesunken, im Inneren traten Risse auf und die barocke Ikonostase war ebenfalls schwer beschädigt. Im Kircheninneren hatten zudem Frösche ein neues Zuhause gefunden. 2010 waren beim Erdbeben von Kraljevo Teile der Ikonostase abgebrochen.
Der damalige Pfarrpriester Duško Marjanović und die Dorfbewohner hatten Anträge zur Renovierung der Kirche an alle zuständigen Provinz- und Republikinstitutionen und Ministerien gerichtet. Auch wenn die Kirche mehrmals teilweise renoviert wurde, musste dringend eine Komplettrenovierung des Kirchengebäudes stattfinden. Ab 2010 wurden die Vorbereitungen zur Rekonstruktion der Kirche begonnen.
Dank des Einsatzes und der erneuten Initiative der Dorfbevölkerung und der finanziellen Unterstützung des Ministeriums für Religion und Diaspora sowie der Stadtverwaltung von Sremska Mitrovica, wurde das Gotteshaus von Mai 2011 bis September 2012 grundlegend von innen und Außen renoviert und rekonstruiert. Die dringendsten Aufgaben waren die Restaurierung der Ikonostase, die Reparatur des Daches, die Beseitigung von Feuchtigkeit, die Abdichtung des Gebäudes und das Streichen der Außenfassaden. Den Beginn der Rekonstruktionsarbeiten am 1. Mai 2011 segnete der Bischof der Eparchie Srem Vasilije und hielt die bischöfliche Liturgie in der Kirche. An diesem Tag wurde die Kirche auch vom damaligen Staatssekretär des Ministeriums für Religion und Diaspora, Predrag Tojić, besucht.
Die Kosten an der Rekonstruktion der Kirche betrugen rund 30. Millionen Dinare darunter allein nur sechs Millionen für die Rekonstruktion der Ikonostase. Die Arbeiten wurden dieses Mal fachmännisch und unter der Aufsicht des Instituts für Denkmalschutz ausgeführt. Durch das Geld der Dorfbewohner wurde der Boden mit Granitplatten gepflastert, neue Kirchmöbel (Chorgestühl, Tische) aus slawonischer Eiche und ein prächtiger Kronleuchter im Wert von mehreren tausend Euro angeschafft.
Ende September 2012 waren die Arbeiten an der Kirche fertiggestellt. Am 23. September 2012 wurde die erneuerte Kirche vom Bischof der Eparchie Srem Vasilije und des damaligen Vikarbischof von Hvosno, Atanasije, mit der Assistenz mehrerer Geistlicher und dem Dasein von vielen Gläubigen aus dem ganzen Srem, feierlich neu eingeweiht.
Auch am 17. November 2019 (zur 250-Jahr-Feier der Kirche) und am 20. September 2020 hielt Bischof Vasilije in der Kirche die hierarchische Liturgie. 

## Architektur
Die Kirche stellt ein typisches Beispiel eines serbisch-orthodoxen Gotteshauses, aus der Zeit als dieses Gebiet dem österreichischen Kaiserreich angehörte, dar.
Das einschiffige Kirchengebäude mit einem rechteckigen Grundriss, ist mit einer halbrunden Altar-Apsis im Osten, einem Satteldach und einem Narthex mitsamt einem an die Westfassade angebauten hohen Kirchturm, den eine mehrgeschoßige Zwiebelturmkappe krönt, im Stil des Barock erbaut worden.
Die Fassaden sind einfach gegliedert: horizontal durch einen niedrigen Sockel und ein profiliertes Dachgesims, vertikal durch eine Pilasterreihe mit einfachen Kapitellen. Die Kirche ist von innen und außen verputzt. Die Seitenschiffe der Kirche werden durch jeweils drei Bogenfenster beleuchtet und auch die Apsis besitzt drei Bogenfenster.
Der Haupteingang der Kirche befindet sich an der Westfassade, über dem sich der Kirchturm erhebt. Auch gibt es einen Nebeneingang an der Südseite der Kirche. Auf der Vorderseite des Kirchturms, über dem Haupteingang, befindet sich eine Ikone, die die Hl. Dreifaltigkeit darstellt.
Die Kirche besitzt zwei Kirchenkreuze, eines auf der Spitze des Kirchturmes und das andere am Ostende des Naos. Das Dach ist mit Ziegeln bedeckt.
Das Kircheninnere wird von der prächtigen, reich verzierten, hohen, mehrstöckigen und mehrtürigen Ikonostase mitsamt Ikonen, im Stil des Barock und des Rokoko, dominiert. Im Kircheninnenraum befinden sich zudem der Gottesmutter- und Bischofsthron, Kronleuchter, reich dekoriertes Chorgestühl, Wandikonen und Chorständer. Die Kirche verfügt über einen Chorbalkon im westlichen Kirchenschiff. Die Kirchenwände sind mit marmorimitierenden Verkleidungen, Ornamenten und Wandmalereien geschmückt.